# Епоха на викингите
Епохата на викингите е периодът от 8 юни 793 г. до септември 1066 г. В Европейската история, особено в историята на Северна Европа и Скандинавия след Германската желязна епоха. Това е периодът в историята, в който скандинавските викинги изследват Европа по нейните морета и реки за набези, завоевание и търговия. В този период викингите се заселват също в Гренландия и Нюфаундленд, Фарьорските острови, Исландия, Нормандия, Англия, Шотландия, Ирландия, Балтика, Русия и Анатолия.